# عبد العزيز بن عبد الله بن تركي آل سعود
الأمير عبد الله بن عبد العزيز بن تركي بن عبد الله بن محمد بن سعود بن محمد آل مقرن. (1871- 1966). هو أحد فرسان آل سعود، وابن عم عبد الرحمن آل سعود والد الملك عبد العزيز ال سعود وقد كان يلقب (خيال ال سعود). شارك في فتح الرياض واقتحام قصر المصمك ليلة الخامس من شوال 1319 هـ، وفي جميع معارك توحيد المملكة، تولى مهام إمارة مدينة الرياض عام 1347 هـ.

## مولده ونشأته
ولد في مدينة الرياض عام 1288 هـ وهو أكبر من الملك عبد العزيز بخمس سنوات، ودرس في كتاتيبها وعاش بعد وفاة والده في كنف أعمامه، وشب كما يشب أبناء هذه الأسرة على الفروسية، ولازم ابن عمه الإمام عبد الرحمن بن فيصل بن تركي آل سعود، ورحل معه في رحلته التاريخية إلى الكويت.

## حياته قبل تأسيس الدولة
عندما فكّر عبد العزيز بن عبد الرحمن آل سعود بإنشاء المملكة كان الأمير عبد العزيز بن عبد الله بن تركي ممن أيّده، وسار معه وشارك في فتح الرياض واقتحام قصر المصمك ليلة الخامس من شوال 1319 هـ، ثم لازم ابن عمه عبد العزيز بن عبد الرحمن آل سعود، وحضر معه جميع الوقائع الحربية ولم تفته غزوة من الغزوات التي تمت في سبيل توحيد المملكة.

## حياته بعد تأسيس الدولة
نظرًا لقدراته الكبيرة وثقة الملك عبد العزيز فيه ولاه مهام إمارة مدينة الرياض في ظرف حرج، وذلك عندما خرج عبد العزيز بن عبد الرحمن آل سعود لقطع دابر الفتن وإخمادها خارج مدينة الرياض عام 1347 هـ. وقد ظل الأمير عبد العزيز ملازمًا للملك عبد العزيز ومشاركًا بالرأي حتى توفاه الله.

## خيال الرجليه

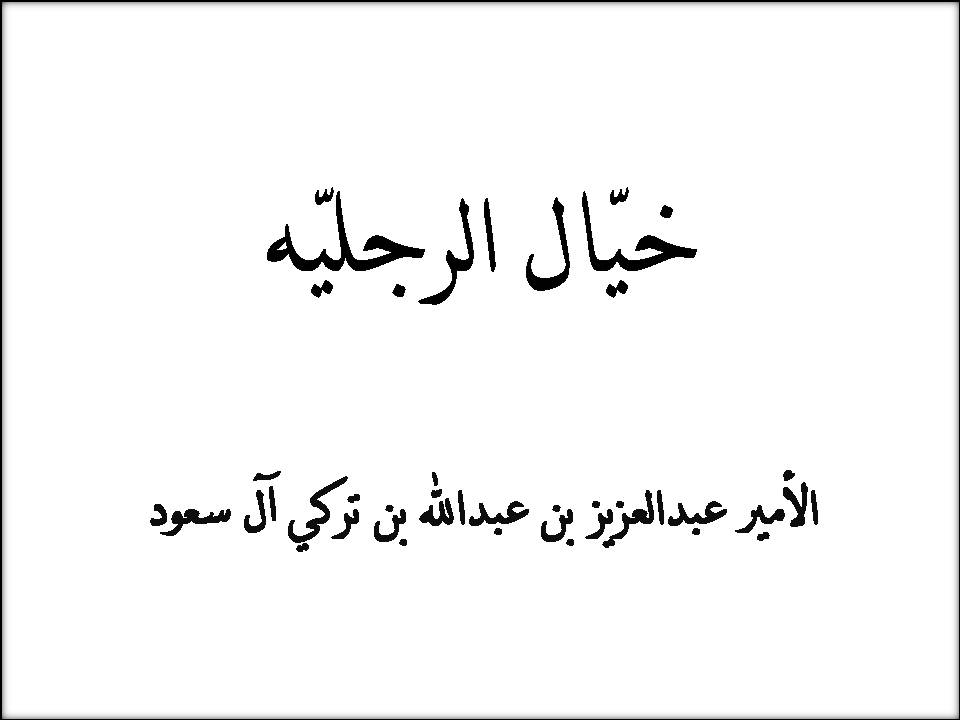
خيّال الرجليّه

خيال الرجليه هو لقب الأمير عبد العزيز، وقد أطلق هذا اللقب نظرًا لفروسيته العالية وشجاعته الفائقة، وهو كما هو معروف من فرسان آل سعود المشاهير الذين قاموا بفتح الرياض، وشارك في جميع معارك التوحيد إلى أن استعاد آل سعود حكمهم وإعلان قيام الدولة السعودية الثالثة.

## وفاته
توفي الأمير عبد العزيز بن عبد الله بن تركي آل سعود عام 1356 هـ الموافق 1937م.

## أبناؤه
- الأمير تركي بن عبد العزيز بن عبد الله،  وله من الأبناء:

1. الأمير ذعار بن تركي (متوفى)، وله من الذرية 4 أبناء و8 بنات. كان متزوج من الأميرة شاهة بنت عبد الرحمن آل سعود  أخت (الملك عبدالعزيز) ولديه  من الأبناء الأمير بندر (متوفى؛ وصلي عليه يوم الجمعة الموافق 6 شعبان 1442 هـ في مدينة الرياض)[2]، والأميرة الجوهرة بنت عبدالله الضبعان ، والأميرة نوف (كانت متزوجة من الأمير فيصل بن مساعد بن عبد الرحمن آل سعود ولها من الأبناء الأميرة سارة، الأمير سلطان، الأمير خالد، والأميرة الجوهرة). الاميرة (منيره) كانت متزوجه من  صاحب السمو الملكي الامير بندر بن سعود بن عبدالعزيز (متوفى )   ولها من الابناء جوزاء ، نوره . فيصل (متوفى)
2. الأمير خالد بن تركي (متوفى). كان متزوج من الأميرة العنود بنت فيصل بن عبد العزيز آل سعود وله من الأبناء الأمير سعود (له كريمة متزوجة من الأمير بندر بن تركي بن مساعد بن سعود بن عبد العزيز آل سعود)[3]، الأميرة جواهر (متزوجة من الأمير تركي بن سلطان بن عبد العزيز آل سعود)، والأميرة البندري (متزوجة من الأمير محمد بن ناصر بن عبد العزيز آل سعود).
3. الأمير محمد بن تركي (متوفى). كان متزوج من الأميرة مشاعل بنت فيصل بن عبد العزيز آل سعود والأميرة نورة بنت محمد بن عبدالعزيز وله من الابناء فهد و بدر وخالد وعبدالعزيز وسعود والبنات منيرة هيفاء نوف وسارة .
4. الأمير فيصل بن تركي.
5. الأمير عبد الله بن تركي (متوفى) كان متزوج من الأميرة جوزاء بنت سليمان بن عيسى آل علي وله من الأبناء الأميرة دنا (توفيت صباح يوم الأحد 2 رجب 1442 هـ الموافق 14 فبراير 2021، وصلي عليها في العاصمة المقدسة مكة المكرمة)[4]، الأمير بندر، الأمير مشعل، الأمير محمد، الأمير نواف، والأمير فيصل.
6. الأمير عبد العزيز بن تركي (متوفى). كان متزوج من الأميرة عبطاء بنت عبد العزيز آل سعود.
7. الأميرة موضي بنت تركي. متزوجة من الأمير خالد بن محمد بن عبد الرحمن آل سعود.
8. الأميرة هيا بنت تركي. متزوجة من الملك فيصل بن عبد العزيز آل سعود ولها من الأبناء الأميرة نورة، الأمير خالد، والأمير سعد.
9. الأميرة نورة بنت تركي (متوفاة).[5] متزوجة من الملك خالد بن عبد العزيز آل سعود ولها من الأبناء الأمير بندر، والأمير عبد الله.
10. الأميرة العنود بنت تركي. ولها من الأبناء تركي، احمد، عبدالرحمن، خالد.
11. الأميرة منيرة بنت تركي .متزوجة من الأمير سعد بن سعود بن عبد العزيز آل سعود ولها من الأبناء الأميرة نوف، الأميرة نهى، والأمير منصور.
12. الأمير عبد الله بن عبد العزيز بن عبد الله،  وله من الأبناء:

1. الأمير عبد العزيز عبد الله (توفي في 14 أغسطس 2020[6]). وله من الأبناء الأمير تركي، الأمير فهد، الأمير بندر، الأمير عبد الله، الأمير سعد، الأميرة جواهر، والأميرة نورة. له كريمة متزوجة من الأمير سعود بن فيصل بن فهد بن فيصل الفرحان آل سعود.[7]
2. الأمير خالد بن عبد الله (توفي خارج المملكة صباح يوم السبت 1 شوال 1428 هـ الموافق 13 أكتوبر 2007 عن عمر يناهز الستين عامًا إثر سكتة قلبية، وصلي عليه بعد عصر يوم الأحد 14 أكتوبر 2007 بجامع الإمام تركي بن عبد الله في مدينة الرياض).[8] كان متزوج من الأميرة فاطمة بنت محمد السلوم وله من الأبناء الأمير بندر (متزوج من الأميرة شهيناز بنت فيصل بن فهد بن عبد العزيز آل سعود)، الأمير بدر (متزوج من كريمة الأمير فيصل بن يزيد بن عبد الله بن عبد الرحمن آل سعود)[9]، والأميرة رندا.
3. الأمير سعد بن عبد الله. وله من الأبناء الأمير فهد، الأمير نواف، الأمير تركي، الأمير سلطان، الأمير فيصل، الأمير مشعل، الأمير عبد الله، الأمير سلمان (متوفى)، الأمير محمد، والأمير طلال.
4. الأمير بندر عبد الله.

- الأمير محمد بن عبد العزيز بن عبد الله. متزوج من الأميرة حصة بنت سعود الكبير وله من البنات الأميرة منيرة (متزوجة من الأمير فهد بن خالد بن محمد بن عبد الرحمن آل سعود).
- الأمير سعد بن عبد العزيز بن عبد الله. متزوج من الأميرة ساره بنت فهد بن عبدالله بن جلوي وله من الأبناء الأمير عبدالعزيز، الأمير فهد، الأميرة جواهر (رحمها الله). ومتزوج من الأميرة ساره بنت سعود المدبل وله من الأبناء الأمير فيصل، والأميرة مشاعل، والأمير سعود، والأميرة نوره.
- الأميرة هيا بنت عبد العزيز بن عبد الله.
- الأميرة حصة بنت عبد العزيز بن عبد الله (توفيت في 1431هـ - 2010 عن عمر يناهز السبعين عامًا).[10]
- الأميرة جهير عبد العزيز بن عبد الله. متزوجة من الملك سعود بن عبد العزيز آل سعود ولها من البنات الأميرة حصة (كانت متزوجة من الأمير سعود بن محمد بن عبد العزيز بن سعود آل سعود).